# 117-я лёгкая пехотная дивизия (вермахт)
117-я лёгкая пехотная дивизия (нем. 117. Jäger-Division) — тактическое соединение сухопутных войск вооружённых сил нацистской Германии. Принимала участие во Второй мировой войне. Бывшая 717-я пехотная дивизия. Участвовала в военных операциях в Югославии в ходе Второй мировой, известна из-за многочисленных военных преступлений и массовых убийств мирных жителей. Преимущественно состояла из австрийцев и балканских немцев.

## История
Сформирована как 717-я пехотная дивизия 14 мая 1941 в городе Брук-ан-дер-Лайта из новобранцев 15-й волны призыва. Дивизия не была полноценной боевой единицей ввиду отсутствия разведывательного батальона, артиллерийских орудий и недостатка специалистов. В Сербию прибыла 15 мая 1941. Штаб был размещён в Нише, квартиры солдат в Косовской-Митровице и Кралево. По состоянию на сентябрь 1941 года в дивизии было 8922 солдата, 1153 унтер-офицера, 66 офицеров и 262 старших офицера.
Во второй половине 1941 года в Сербии начались массовые антинацистские и антифашистские восстания, что вынудило солдат 717-й пехотной дивизии начать карательные походы. 749-й полк дивизии стал печально известен из-за того, что устроил резни в Крагуеваце и Кралево в октябре 1941 года. В 1942 году дивизия была переброшена в Срем для борьбы с партизанами. При помощи Верховного немецкого командования и хорватских добровольцев участвовала в операциях «Вайсс I» и «Вайсс II». Ввиду многочисленных потерь дивизия вынуждена была просить пополнения, что и было сделано.
1 мая 1943 по личному приказу Адольфа Гитлера все пехотные дивизии становились гренадерскими (кроме элитных егерских и горнопехотных). Не избежала этого и 717-я пехотная дивизия, став 117-й егерской. В её составе на тот момент служили 13200 солдат. После этого дивизию перебросили в Грецию, в состав группы армий «E». Там солдаты дивизии, ведя борьбу с греческими партизанами, снова «отметились», устроив резню в городе Калаврита и разрушив его полностью.
В сентябре 1944 года советские части прорвались в Югославию и начали освобождение страны от немецкой оккупации. 117-ю дивизию немедленно перебросили в Белград. Когда начался штурм Белграда, 117-я лёгкая пехотная дивизия одной из первых вступила в бой и понесла огромные потери. В декабре 1944 года дивизия спешно отступила в Южную Венгрию, а в мае 1945 года капитулировала в Австрии перед советскими частями.

## Состав дивизии
- 737-й лёгкий пехотный полк
- 749-й лёгкий пехотный полк
- 670-й артиллерийский полк
- 117-й разведбатальон
- 117-й противотанковый артиллерийский дивизион
- 117-й сапёрный батальон
- 117-й батальон связи

## Командование
- Генерал-майор Пауль Хоффман (17 мая — 1 ноября 1941)
- Генерал-лейтенант доктор Вальтер Хингхофер (1 ноября 1941 — 1 октября 1942)
- Генерал-лейтенант Бенингус Диппольд (1 октября 1942 — 1 апреля 1943)
- Генерал горных войск Карл фон Лё Сюир[англ.] (1 мая 1943 — 10 июля 1944)
- Генерал-лейтенант Август Виттман (10 июля 1944 — 10 марта 1945)
- Генерал-майор Ханс Креппель (10 марта — 8 мая 1945)